# 館龍一郎
館 龍一郎（たち りゅういちろう、1921年9月11日 - 2012年2月11日）は、日本の経済学者（金融論・財政学）。勲等は勲二等。東京大学名誉教授、青山学院大学名誉教授。日本学士院会員。
日本銀行での勤務を経て、東京大学経済学部教授、東京大学経済学部学部長、青山学院大学国際政治経済学部教授、財政金融研究所所長などを歴任した。

## 来歴
館哲二（内務官僚・参議院議員）の長男として横浜市で生まれる。1944年、東京帝国大学経済学部卒。戦後すぐ日本銀行勤務経験もあった。1950年、東京大学助教授。1961年、東京大学教授。1984年、東京大学を退官し青山学院大学教授。1985年、日本学士院会員。
この間、大蔵省財政金融研究所所長、日本銀行金融研究所特別顧問、金融制度調査会会長、中央社会保険医療協議会会長等を歴任。
欧米の最新の金融理論（特に貨幣論）を紹介し、日本の実情に当てはまる独自の理論を展開した。また、その理論を元に政策提言を行った。特に金融制度調査会長として金融制度改革に積極的に取り組んだ。
2012年2月11日、肺炎のため死去。90歳没。

## 行政
1980年代から90年代にかけ旧大蔵省の金融制度調査会長など、霞が関の経済政策に大きな発言力があった。

## 栄典
- 1998年 - 勲二等旭日重光章。

## 主な著書
- 「経済政策の理論」（小宮隆太郎と共著）勁草書房（1964年）
- 「ケインズと現代経済学」（編著）東京大学出版会（1968年）
- 「金融　現代経済学6」（浜田宏一と共著）岩波書店（1972年）
- 「財政　現代経済学7」（貝塚啓明と共著）岩波書店（1973年）
- 「金融政策の理論」東京大学出版会（1982年）
- 「金融再編成の視点」東洋経済新報社（1985年）
- 「日本の金融」Ⅰ、Ⅱ（蝋山昌一共編）東京大学出版会（1987年）
- 「日本の経済」東京大学出版会（1991年）
- 「金融辞典」（編著）東洋経済新報社（1994年）

ほか。